# Fillette
Fillette (franska: 'Liten flicka') var en fransk serietidning för flickor startad 1909. Den gavs fram till nedläggningen 1964 ut av Société Parisienne d'Édition (SPE), lett av de tyskättade tidningsutgivarna och brödrakvartetten Offenstadt. Tidningen var främsta konkurrent till La Semaine de Suzette, som också den direkt riktade sig till unga flickor.

## Historia
Fillette startades 1909 som en veckoutgiven serietidning, den första i Frankrike riktade till flickor. Förutom perioden september 1912–1914, då tidningen kom ut varannan vecka, fortsätta den som veckotidning under resten av sin levnad.
Tidningen publicerades till att börja med i något mindre än A4-format och i 16 sidor per nummer. Från och med mars 1942 övergick man till att tryckta tidningen i ungefär tabloid-format. Inledningsvis kostade Fillette 5 centimes.

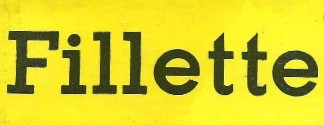
Titeltext på samlingsalbum nummer 8, 1962.

Efter ett utgivningsavbrott (sedan tidningen i slutet endast var ett dubbelsidigt häfte) i slutet av andra världskriget återkom Fillette 2 maj 1946, då som en 8-sidig tidning. 19 december samma år var man dock tillbaka till 16 sidor. Sidantalet ökade 1954 till 20 sidor, 1960 till 36 sidor och 1964 till 40 sidor.
1956 skedde ett namnbyte till Fillette Jeune Fille, i ett försök att nå en något äldre målgrupp; "jeune fille" betyder närmast "ung flicka". Tidningen gavs under hela sin levnad ut av Société Parisienne d'Édition och hade bland annat Cri-cri som systertidning. 
Jultidningsutgåvor av Fillette gavs ut åren 1911 till 1939.

## Innehåll
I tidningens första nummer hade den klassiska franska serien L'Espiègle Lili, skapad av Jo Valle och André Vallet (text och bild), premiär. Calvo tecknade ofta omslagen till tidningen.
Efter andra världskriget innehöll tidningen bland annat L'Espiègle Lili, Oscar le petit canard (av Mat), Durga Râni, reine des jungles (tecknad av René Pellos) och Miki (av amerikanen Bob Kay). Dessutom tecknades en fransk version av Aggie, en amerikansk serie ursprungligen skapad av Hal Rasmusson.

## Galleri

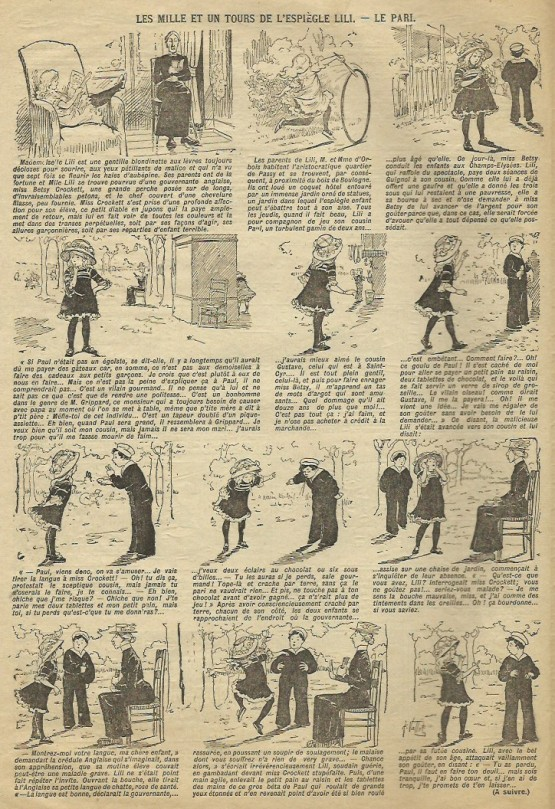
Redan 1909 debuterade den långlivade L'Espiègle Lili.
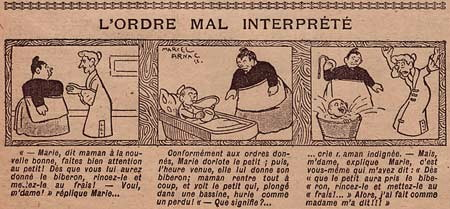
Marcel Arnacs serie L'Ordre mal interprété", (1920-talet?).